# フロンティア・サービス・グループ
フロンティア・サービス・グループ（FSG）は、ブラックウォーターUSAの元代表エリック・プリンスによって設立されたアフリカを中心としたセキュリティ、航空、および物流関連の会社。本社を中国の香港と北京に置き、ドバイ、上海、ナイロビ、ボーテンにオフィスを持つ。

## 事業形態
プリンス曰く「FSGの企業理念は、中国企業がアフリカで安全に働くことを支援することである」であり、同社はアフリカで海運ルートの物流プロジェクトを運営しており、紛争地帯からの危険な避難業務も請け負っている。
FSGのグループ副社長兼アフリカ担当責任者はJ. David Whittingham。同氏は事業開発、企業開発、M＆Aおよび投資家向け広報に対して責任を持っている。
Frontier Services Groupは、中華人民共和国が所有および管理する投資ファンドであるCitic Groupと提携しており、CiticはFSGの最大の株主である。

## 業績
プリンスのアフリカ重視の投資戦略の一環として、フロンティア・サービス・グループは、ケニアの2つの航空会社Kijipwa AviationとPhoenix Aviationの株式を購入して、同国の石油およびガス業界向けの物流サービスを提供した 2014年10月、 ケニア民間航空局はKijipwa Aviationの航空免許の更新を拒否した。   。
2018年2月にFSGはイラクのバスラに拠点を設立していることが報じられた。